# Walker Island (norra Tasmanien)
Walker Island är en ö i Australien. Den ligger i delstaten Tasmanien, i den sydöstra delen av landet, omkring 320 kilometer nordväst om delstatshuvudstaden Hobart. Arean är 6,9 kvadratkilometer. Den sträcker sig 5,9 kilometer i nord-sydlig riktning, och 2,5 kilometer i öst-västlig riktning.
Genomsnittlig årsnederbörd är 1 428 millimeter. Den regnigaste månaden är augusti, med i genomsnitt 220 mm nederbörd, och den torraste är februari, med 46 mm nederbörd.